# Odofrède
Odofrède (en latin Odofredus, en italien Odofredo), mort à Bologne le 3 décembre 1265, est un juriste italien appartenant à la tradition des « glossateurs » de l'Université de Bologne.
Il fut l'élève de Jacopo de Balduino (ou Jacopo Baldovini) et d'Accurse. Après avoir été avocat en Italie et en France pendant un certain temps, il devint professeur de droit à l'Université de Bologne en 1228. En plus de ses commentaires sur les textes du Corpus juris civilis, il est fameux pour les nombreux détails qu'il donne sur l'histoire des écoles de droit de Bologne entre la fin du XIe  et le XIIIe siècle (depuis les fondateurs, Pepo et Irnerius).

## Œuvres
Sous son nom sont connus les ouvrages suivants :
- Lecturæ in Codicem (imprimé à Lyon en 1480).
- Lecturæ in Digestum vetus (Paris, 1504).
- Summa de libellis formandis (Strasbourg, 1510).
- Lecturæ in tres libros (Venise, 1514).
- (la) Elucidatio in novem posteriores libros Infortiati, vol. 1, Lyon, Compagnie des libraires, 1550 (lire en ligne)
- Lecturæ in Digestum novum (Lyon, 1552).

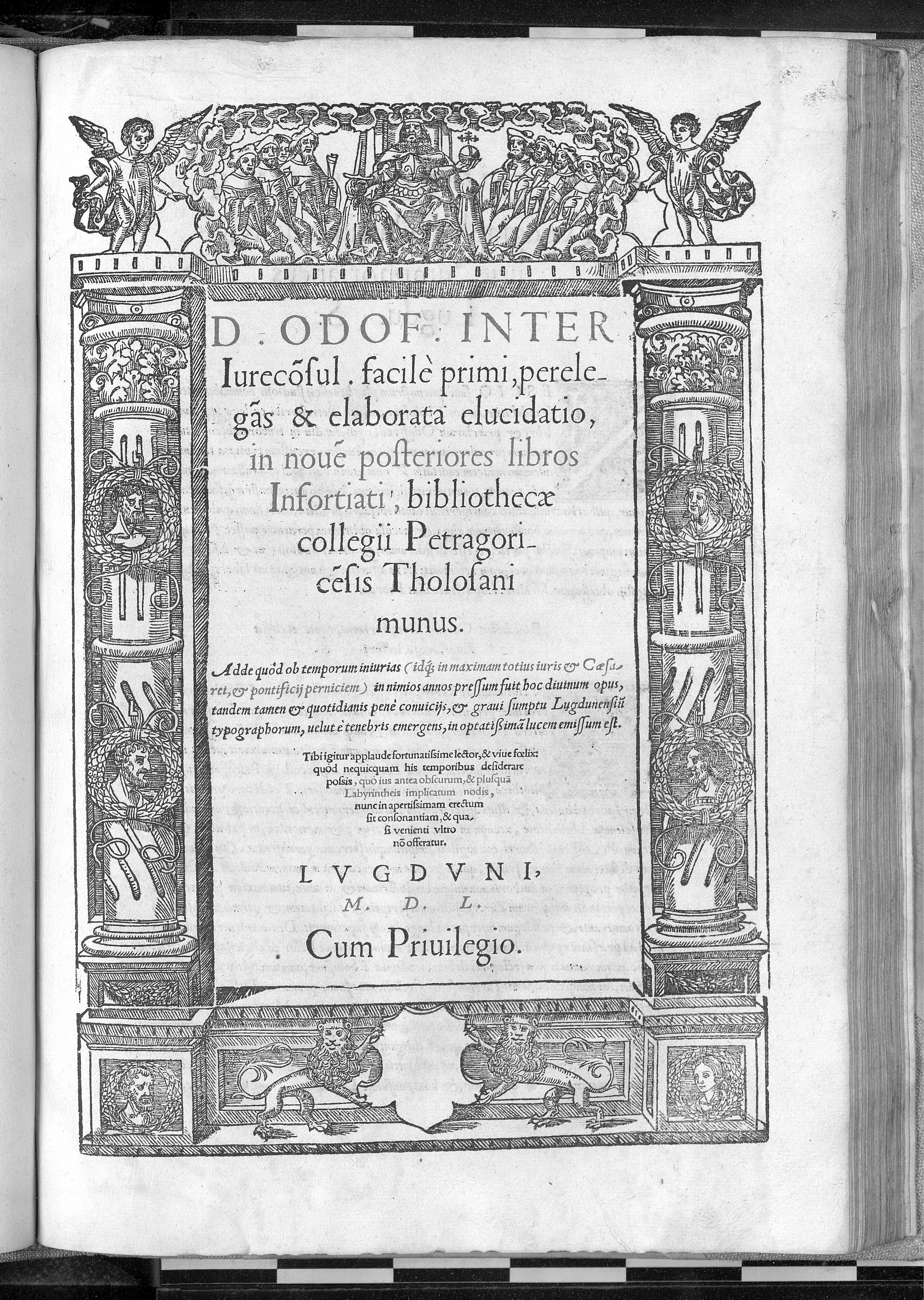
Elucidatio in novem posteriores libros Infortiati, 1550